# Wolfgang Trilling
Wolfgang Trilling (* 16. April 1925 in Chemnitz; † 1. August 1993 in Leipzig) war ein deutscher römisch-katholischer Priester, Theologe und Neutestamentler.

## Werk
Trilling wurde bekannt vor allem durch seine Dissertation Die Theologie des Matthäus-Evangeliums (1958 bei Josef Schmid in München verfasst). Sie wurde 1959 unter dem Titel Das wahre Israel: Studien zur Theologie des Matthäus-Evangeliums erstmals veröffentlicht (19612, 19643). Dieses Werk galt als „bahnbrechend“ (Christoph Schmitt) für die Anwendung der redaktionsgeschichtlichen Methode in der katholischen Bibelauslegung. Außerdem wurde hierin die heilsgeschichtliche Auslegung in Anlehnung an Hans Conzelmann erstmals umfassend auf das Matthäusevangelium angewandt. Neben seiner wissenschaftlichen Tätigkeit lag Trilling auch der kirchliche Dienst, und hier vor allem die Studentenseelsorge, am Herzen.
Seine Forschungsschwerpunkte waren die Evangelien, die Rezeption des Paulus, hermeneutische und andere disziplinübergreifende Themen.

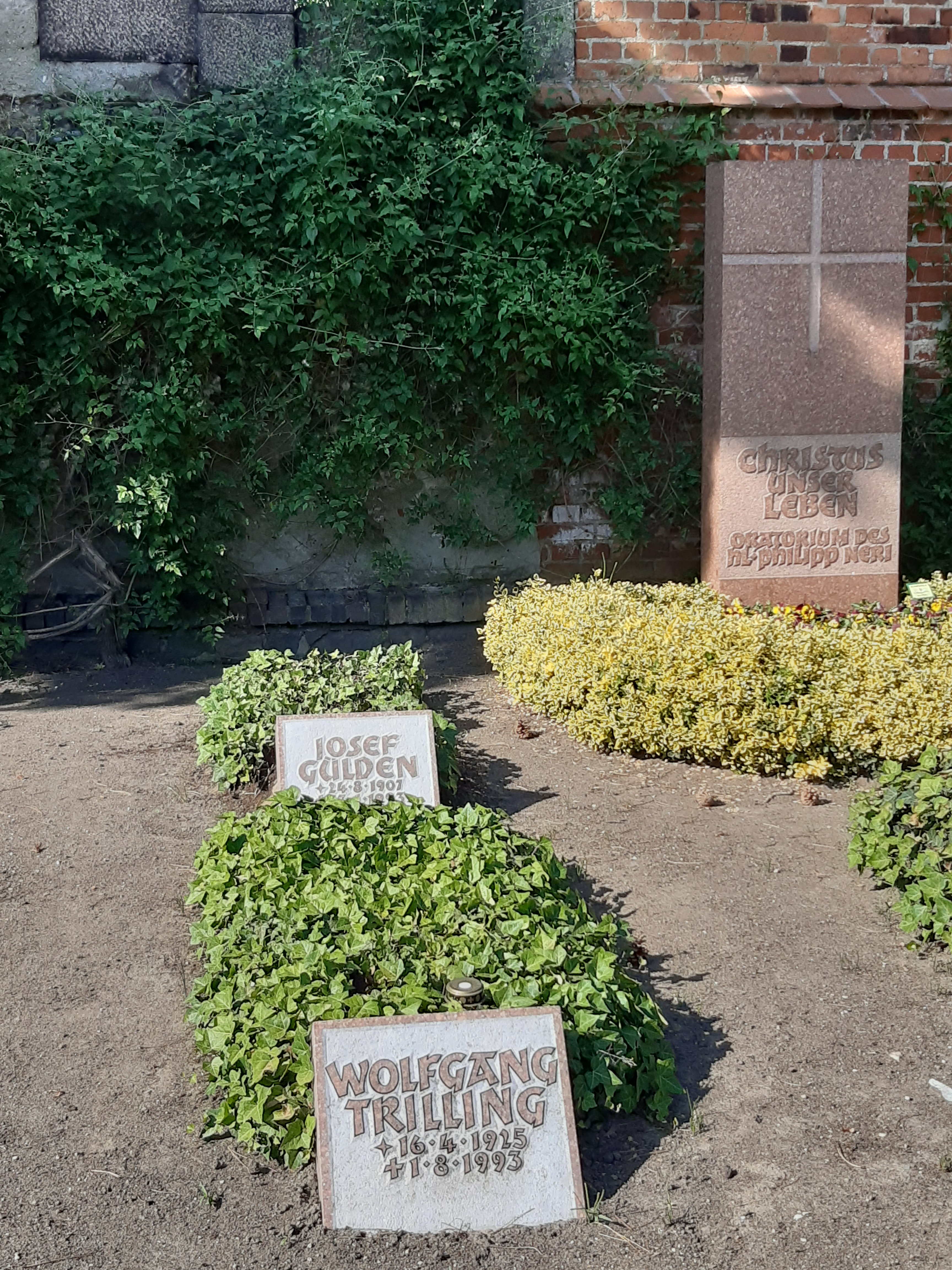
Grabstätte (vorn) auf dem Friedhof Leipzig-Plagwitz

## Stationen der Laufbahn
1949 erfolgte der Eintritt in das Oratorium des Heiligen Philipp Neri in Leipzig und 1952 die Priesterweihe. Nach seiner Promotion 1958 erhielt er von 1959 bis 1961 eine Dozentur für Altes Testament in Erfurt. Von 1961 bis 1967 war Trilling Pfarrer der Katholischen Studentengemeinde (KSG) in Leipzig. Er war an der Vorbereitung und Durchführung der ersten nachkonziliaren Meißener Diözesansynode beteiligt. 1966 wirkte er bei der Gründung des „Ökumenisch-Theologischen Arbeitskreises in der DDR“ mit. Von 1968 bis 1970 setzte er die Dozentur für Neues Testament in Erfurt fort, die dann bis 1985 in eine Ökumenische Gastdozentur am Theologischen Seminar Leipzig, der größten der drei evangelischen kirchlichen Hochschulen der DDR, mündete. Seit 1991 trug er den Professorentitel als Emeritus.

## Ehrungen
- 1971 Ehrendoktorwürde (durch Westfälische Wilhelms-Universität Münster)
- 1986 Ehrendoktorwürde (durch Universität Graz)
- 1990 Festschrift zu Trillings 65. Geburtstag[1]

## Anekdoten
Trillings Mitbruder und Freund Josef Gülden erinnert sich an Trillings Eintritt in das Leipziger Oratorium im Jahr 1949:

„Lieber Wolfgang! … Du kamst mit zwei Freunden, die nach dem erzwungenen Kriegsdienst mit Dir das Theologische Studium begonnen hatten … Jeden Tag habt Ihr miteinander das Markusevangelium griechisch gelesen. Daraus entstand Deine erste Schrift: ‚Christusgeheimnis – Glaubensgeheimnis. Eine Einführung in das Markusevangelium.‘“

Den Brüdern im Oratorium ist auch die Veröffentlichung von Trillings Dissertation gewidmet. Die Widmung „Fratribus in Oratorio“, die in der ersten Auflage von Das wahre Israel (1959) erschien, wurde aber dann in der dritten Auflage (1975) weggelassen.

## Veröffentlichungen und Herausgebertätigkeiten
Eine nahezu komplette Liste der Veröffentlichungen Trillings findet sich in Karl Kertelge u. a. (Hrsg.): Christus bezeugen. FS für Wolfgang Trilling. Herder, Freiburg 1990, S. 299 ff.
- Christusgeheimnis – Glaubensgeheimnis: Eine Einführung in das Markus-Evangelium. Leipzig 1957, Mainz 1957.
- Das wahre Israel: Studien zur Theologie des Matthäus-Evangeliums. (= Erfurter Theologische Studien 7), St. Benno, Leipzig 1975.[3]
- Ab 1961 zusammen mit H. Schürmann und K.H. Schelkle Herausgeber der Reihe Geistliche Schriftlesung. Darin erschienen von Trilling die zwei Bände zum Matthäusevangelium (1962 und 1964).
- Herausgeber Ausgewählte Kommentare zum Neuen Testament. Leipzig 1963–1984.